# Joaquim Molins
Joaquim Molins i Amat (Barcelona, 9 de febrero de 1945-Barcelona, 13 de julio de 2017) fue un político y empresario español de orientación nacionalista catalana.

## Biografía
Miembro de la burguesía catalana, se licenció como ingeniero industrial y posteriormente cursó un máster en Economía y Dirección de Empresas por el IESE - Universidad de Navarra. En 1976 fue uno de los fundadores y secretario general de Centre Català, un partido centrista y catalanista con el que se presentó a las elecciones generales en la candidatura de la coalición Unió del Centre i la Democràcia Cristiana de Catalunya, que formaban su partido y el democristiano Unió Democràtica de Catalunya, sin conseguir el escaño. En 1978 marchó a la Unió del Centre de Catalunya, la cual fue uno de los componentes de la coalición Centristes de Catalunya-UCD, en cuyas listas por Barcelona obtuvo un escaño en el Congreso de los Diputados en las elecciones generales de 1979.
En 1981, en medio del derrumbe de la UCD, se desvinculó de Centristes de Catalunya-UCD (convertida en 1979 en partido político autónomo y federado con la UCD en Cataluña) y con otros militantes del partido ingresó en Convergència Democràtica de Catalunya, con la que fue elegido de nuevo diputado en 1982. Sin embargo, Molins fue elegido también diputado por CiU en el Parlamento de Cataluña en las elecciones de 1984, por lo que pasó a dedicarse fundamentalmente a la política catalana (aún sin renunciar a su escaño en Madrid). Tras el fin de la III Legislatura de las Cortes Españolas, Molins fue nombrado por Jordi Pujol consejero de comercio y turismo (1986-1988) y, más tarde, de política territorial y obras públicas (1988-1993), puesto desde el que dirigió el Plan Director para la Gestión de los Residuos Industriales en Cataluña, más conocido como Plan de Residuos, proyecto que, a partir de un estudio técnico, ubicaba en el territorio catalán las infraestructuras necesarias por gestionar los residuos que generaba la industria de la comunidad autónoma. Este plan fue muy criticado y tuvo que ser retirado y consensuado en el Parlamento de Cataluña a finales de 1990.
En 1993 volvió a la política nacional, al ser elegido nuevamente diputado y en 1995 sustituyó a Miquel Roca como portavoz del grupo catalán en el Congreso, puesto desde el que participó en la negociación del apoyo de CiU a la investidura de José María Aznar como presidente del gobierno tras las elecciones de 1996 (el conocido como pacto del Majestic). En 1999 dejó el cargo de portavoz de CiU en el Congreso de los Diputados para presentarse como candidato a la alcaldía de Barcelona en las elecciones municipales de junio de 1999. En ellas fue derrotado por el candidato socialista, Joan Clos, pasando a ejercer como jefe del grupo municipal de CiU. En marzo de 2001 dimitió de su cargo en el ayuntamiento y se retiró de la vida política.

## Reconocimientos
- Gran Cruz de la Orden Civil de Alfonso X el Sabio (09/12/2016)[2]
- Cruz de San Jordi (11/04/2017)[3]